# Население на Монсерат
Населението на Монсерат през 2002 г. е 8400 души.
През юли 1995 г. вулканът Суфриер произвежда серия от мощни изригвания в резултат, на което лава и пепел покрили големи пространства в южната част на острова включително най-големият град и административен център Плимут. Поради тази причина около 8000 души бягат или биват евакуирани на съседни антилски острови. Преди вулканичното изригване през 1994 г. населението на острова наброява около 13 000 души.

## Възрастов състав
(2003)
- 0-14 години: 23,4% (мъжe 1062/ жени 1041)
- 15-64 години: 65,3% (мъжe 2805/ жени 3066)
- над 65 години: 11,4% (мъжe 537/ жени 484)

## Език
Официален език в Монсерат е английски.